# Battaglia di Trekkopjes
La battaglia di Trekkopjes, il 26 aprile 1915, fu un assalto effettuato dai tedeschi contro la città di Trekkopjes, controllata dai sudafricani, durante la Campagna dell'Africa Tedesca del Sud-Ovest nella prima guerra mondiale. Il maggiore sudafricano Skinner ricevette l'ordine di difendere Trekkopjes, e prese contatto con una colonna tedesca che stava avanzando sulla città. L'attacco delle truppe germaniche venne respinto grazie all'intervento di alcuni blindati, che consentirono ai sudafricani di vincere. La battaglia di Trekkopjes costituì l'ultima offensiva tedesca nell'Africa Tedesca del Sud-Ovest, che rimasero sulla difensiva per tutto il resto della campagna.

## Antefatto
In seguito alla perdita di significanti porzioni di territorio per opera dei sudafricani, l'esercito tedesco nell'Africa del Sud-Ovest, sotto il comando di Franke, iniziò i preparativi per un'offensiva. Nella seconda metà di aprile, decisero di attaccare la città di Trekkopjes, che era sotto il controllo nemico. Lo scopo era quello di interrompere l'avanzata sudafricana. L'azione fu preceduta da alcune missioni di ricognizione aerea, in modo da sapere la consistenza delle truppe sudafricane a difesa del centro abitato.

## La battaglia
La notte del 25 aprile, i tedeschi si avvicinarono alla città, e tentarono di demolire la ferrovia per impedire l'arrivo dei rifornimenti ai sudafricani. Tuttavia, a causa dell'oscurità, i tedeschi si smarrirono e demolirono per errore la parte di linea davanti alle forze avanzanti, e non dietro. La mattina del 26 aprile, le truppe germaniche attaccarono le linee sudafricane dopo un cannoneggiamento. I sudafricani contrattaccarono con i blindati (che erano stati scambiati dalla ricognizione aerea per cisterne per il trasporto dell'acqua), ed i tedeschi abbandonarono il campo.

## Conseguenze
Nonostante le basse perdite, i tedeschi si demoralizzarono enormemente per la sconfitta. Per il resto della campagna, rimasero sulla difensiva, e si arresero dopo la battaglia di Otavi, nel mese di luglio.